# Lyra Valkyria
Aoife Cusack (Dublín, 23 de octubre de 1996) es una luchadora profesional irlandesa. Actualmente trabaja para la empresa estadounidense WWE, donde se presenta en la marca Raw bajo el nombre de Lyra Valkyria.
Entre sus logros, destaca un reinado como Campeona Femenina de NXT. Anteriormente era parte del roster del desaparecido programa NXT UK, donde era conocida como Aoife Valkyrie.

## Carrera

### Inicios (2015-2020)
Después de ser estudiante de Fight Factory Pro Wrestling durante un año, Valkyrie hizo su debut en 2015 (adoptando el nombre de ring "Valkyrie Cain", en honor al protagonista de la serie de libros Skulduggery Pleasant de Derek Landy).

### WWE (2020-presente)

#### NXT UK (2020-2022)
Se informó que Valkyrie firmó con WWE el 20 de enero de 2020. Sin embargo, Valkyrie compitió en su primer combate en NXT UK el 17 de enero de 2020, derrotando a Amale. Luego derrotó a Isla Dawn la noche siguiente el 18 de enero de 2020, y derrotó a Amale nuevamente el 18 de enero de 2020. En febrero, realizó una gira con la marca NXT por primera vez, compitiendo en dos shows de house en Florida, derrotando a Aliyah el 14 de febrero de 2020 en Tampa, Florida. Luego, el 15 de febrero de 2020, se asoció con Mia Yim y Rita Reis para derrotar a Jessi Kamea, MJ Jenkins y Taynara en un combate por equipos de seis mujeres en Fort Pierce, Florida. En NXT UK transmitido el 5 de marzo derrotó a Isla Dawn. En NXT UK transmitido el 26 de marzo, derrotó a Nina Samuels. En NXT UK del 17 de septiembre, derrotó a Isla Dawn. En NXT UK del 29 de octubre, derrotó a Dani Luna.
Ya en 2021, en NXT UK emitido el 25 de febrero, derrotó a Lana Austin.

#### Campeona Femenina de NXT (2022-2024)
En el episodio del 29 de noviembre de 2022, en NXT, un video promocional anunciando su llegada a la marca con el nuevo nombre de Lyra Valkyria.
El 10 de enero de 2023, en NXT New Year's Evil, participó en la 20-Women's Battle Royal por una oportunidad al Campeonato Femenino de NXT de Roxanne Perez en NXT Vengeance Day, eliminando a Cora Jade, Kiana James y a Alba Fyre, sin embargo fue eliminada por Gigi Dolin & Jacy Jayne debido a la distracción de Cora Jade quien regreso a ringside por segunda vez, después de ser eliminada se atacaron mutuamente. La siguiente semana en NXT, junto a Roxanne Perez derrotaron a Toxic Attraction (Gigi Dolin & Jacy Jayne) a pesar de que Cora Jade interfirió en contra suya, golpeándose mutuamente hasta llegar a bastidores. En NXT Level Up emitido el 3 de marzo, derrotó a Tatum Paxley, la siguiente semana en NXT Level Up emitido el 17 de marzo, derrotó a Dani Palmer, la siguiente semana en NXT del 21 de marzo, derrotó a Ivy Nile clasificando a la Ladder Match por el Campeonato Femenino de NXT en Stand & Deliver. El 24 de octubre, en la noche 1 de Halloween Havoc, Valyria derrotó a Becky Lynch para ganar el Campeonato Femenino de NXT por primera vez.
El 5 de marzo de 2024 en NXT Roadblock, hizo equipo con Tatum Paxley para enfrentarse a The Kabuki Warriors en un combate por los Campeonatos Femeninos en Parejas de WWE, en el que fueron derrotadas. Después de la lucha, fue atacada por Roxanne Pérez, quien cambió a heel en el proceso. Esto las llevó a ambas a enfrentarse en NXT Stand & Deliver, en una lucha por el Campeonato Femenino de NXT, en el que Paxley interfirió a su favor. No obstante, Roxanne logró derrotarla para ganar el título, terminando su reinado a los 165 días. Tres días después en el episodio del 9 de abril de NXT, Paxley la traicionó y la atacó reafirmando su anterior postura heel y dando a entender que su supuesta admiración por ella era falsa. Una semana después, Valkyria la atacó a ella. Todo esto armo una triple amenaza en la que se enfrentó a Paxley y a Roxanne por el Campeonato Femenino de NXT el 23 de abril en Spring Breakin', pero no logró ganar el título.

#### Raw (2024-presente)
En el episodio del 29 de abril de 2024 de Raw, durante la segunda noche del Draft de WWE, Valkyria fue ascendida a la antedicha marca.
Posteriormente, Valkyria participó en un torneo para el Campeonato Intercontinental Femenino inaugural, donde derrotó a Ivy Nile y Zelina Vega en la primera ronda, a Iyo Sky en las semifinales y a Dakota Kai en la final el 13 de enero de 2025 para convertirse en la campeona inaugural.

## Campeonatos y logros
- Pro-Wrestling: EVE (EVE)
  - EVE Tag Team Championship (1 vez) - con Debbie Keitel

- Fight Factory Pro Wrestling (FFPW)
  - Irish Junior Heavyweight Championship (1 vez)

- Over The Top Wrestling (OTT)
  - OTT Women's Championship (1 vez)

- Pro Wrestling Ulster (PWU)
  - PWU Women's Championship (1 vez)

- WWE
  - WWE Women's Intercontinental Championship (1 vez, inaugural)
  - WWE Women's Tag Team Championship (1 vez) — con Becky Lynch
  - NXT Women's Championship (1 vez)

- Pro Wrestling Illustrated
  - Situada en e73Nº190 en el PWI Women's 250 e1. 2023.[20]
  - Situada en el Nº20 en el PWI Female 250 en 2024.